# Sainghin-en-Weppes
Sainghin-en-Weppes är en kommun i departementet Nord i regionen Hauts-de-France i norra Frankrike. Kommunen ligger i kantonen La Bassée som tillhör arrondissementet Lille. År 2022 hade Sainghin-en-Weppes 5 663 invånare.

## Befolkningsutveckling
Antalet invånare i kommunen Sainghin-en-Weppes
| Referens: INSEE |